# 라틴아메리칸 시리즈
라틴 아메리칸 시리즈(스페인어: Serie Latinoamericana, 영어: Latin American Series)는 콜롬비아, 멕시코, 니카라과, 파나마의 자국 윈터 리그 우승 팀에 의해 경쟁하는, 라틴 아메리카의 국제 야구 대회이다. 2013년 첫 대회가 시작되었으며 2018년 대회부터는 큐라소 야구리그 (Curaçao Baseball League Promotions) 팀이 참여했고 2019년 대회부터는 아르헨티나 야구리그 팀이 참가했다.
2019 시즌에 파나마 야구 리그 팀이, 그리고 2020 시즌에는 콜롬비아 야구 리그 팀이 캐리비안 시리즈에 초대되어 회원에서 빠지게 되면서 자연히 2020 시즌에 이 대회도 취소가 되었다. 이렇게 원년 회원 2개리그 팀이 빠지고 이후에도 코로나19 범유행 등의 악재가 겹쳐 대회가 더 이상 열리지 않아 사실상 이 대회는 중단된 상태이다.
이후 2024년 인터콘티넨탈 시리즈로 이름을 바꾸어 대회를 진행하려 했으나 일부 참가팀들이 리그 우승팀들 간의 경쟁 취지와는 맞지 않는 팀 구성으로 취소 되었다. 하지만 2025년에 이전의 라틴아메리칸 시리즈 소속 리그연맹들 주축으로 쿠바리그 팀을 포함한 새로운 클럽대항전인 아메리카 시리즈를 만들어 이 대회를 대체하게 되었다.

## 참가 팀
- LCBP (Liga Colombiana de Beisbol Profesional)
- LIV (Liga Invernal Veracruzana)[1]
- LNBP (Liga Nicaraguense de Beisbol Profesional)
- PROBEIS (Liga Profesional de Beisbol de Panama)
- CBLP (Curaçao Baseball League Promotions)
- LAB (Liga Argentina de Béisbol)

## 대회 결과
| 회 | 개최시기                   | 개최지     | 우승                    | 결과     | 준우승                |
| -- | -------------------------- | ---------- | ----------------------- | -------- | --------------------- |
| 1  | 2013년 2월 1일 ~ 2월 4일   | 베라크루스 | Brujos de los Tuxtlas   | 1-0      | Tigres de Chinandega  |
| 2  | 2014년 1월 28일 ~ 2월 1일  | 몬테리아   | Los Tigres de Cartagena | 9-1      | Brujos de los Tuxtlas |
| 3  | 2015년 1월 27일 ~ 2월 1일  | 파나마시티 | Leones de Montería      | 1-0      | Caballos de Coclé     |
| 4  | 2016년 1월 25일 ~ 1월 31일 | 마나과     | Gigantes de Rivas       | 12-3     | Caimanes de Lorica    |
| 5  | 2017년 1월 26일 ~ 1월 29일 | 몬테리아   | Tigres de Chinandega    | 4-0      | Leones de Montería    |
| 6  | 2018년 1월 26일 ~ 1월 31일 | 마나과     | Tigres de Chinandega    | 9-1      | Tobis de Acayucan     |
| 7  | 2019년 1월 26일 ~ 2월 1일  | 베라크루스 | Leones de León          | 3-1      | Tobis de Acayucan     |
| 8  | 2020년                     | 파나마시티 | 대회취소                | 대회취소 | 대회취소              |

## 같이 보기
- 월드 시리즈
- 아시아 시리즈
- 캐리비안 시리즈
- 유러피안 야구 컵
- 아메리카 시리즈